# ラディー・ハビロフ
ラディー・ファリトビチ・ハビロフ（ロシア語: Радий Фаритович Хабиров, バシキール語: Радий Фәрит Хәбиров, 1964年3月20日 - ）は、バシコルトスタン共和国の政治家。同国の2代首長。